# Estado Soberano da Ordem Bektashi
O Estado Soberano da Ordem Bektashi (em albanês:  Shteti Sovran i Urdhrit Bektashi) é uma cidade-estado e microestado europeu planejado que seria um enclave inteiramente dentro de Tirana, Albânia, no atual Centro Mundial Bektashi. Se for estabelecido, será menor que a Cidade do Vaticano e se tornará a nação com a menor área territorial do mundo, com uma área total de 0.11 quilômetros quadrados. Os planos para a criação do estado foram discutidos pelo primeiro-ministro albanês Edi Rama e apoiados pelo líder da Ordem Bektashi, Baba Mondi, com o primeiro afirmando que mais detalhes para a criação do estado serão revelados em um futuro próximo. Seguindo o modelo do Vaticano, o estado prospectivo concederia cidadania apenas aos clérigos bektashis e aos funcionários do governo.
Especialistas jurídicos estão atualmente elaborando a legislação para criar o novo estado na Albânia. A legislação necessitará da aprovação do Parlamento Albanês.

## História
A Ordem Bektashi é uma ordem mística islâmica sufi xiita originária do Império Otomano do século XIII. As origens da comunidade apontam para o quizilbaches e o alevismo. À medida que os janízaros se tornaram uma força dominante na política otomana, eles adotaram o bektashismo como religião da corporação, enquanto o sunismo hanefita dominava o millet muçulmano. Os bektashis enfrentaram perseguição de xiitas e sunitas conservadores que os consideram hereges. Em 1826, o sultão Mamude II aboliu os janízaros e posteriormente aprovou uma fátua proibindo a Ordem Bektashi. Após a dissolução do Império Otomano e a formação da República da Turquia, o presidente Mustafa Kemal Atatürk fechou todos os tekkes, incluindo os bektashis, em 1925. Consequentemente, a liderança Bektashi mudou a sua sede da Turquia para Tirana.
A popularidade da Ordem Bektashi diminuiu sob o antigo líder comunista albanês Enver Hoxha, que proibiu a religião em 1967. Sob Hoxha, o governo construiu armazéns em porções de terra pertencentes à Sede Mundial dos Bektashi. Após a queda do comunismo na Albânia, os bektashis perderam mais terras quando promotores privados construíram casas nos limites das suas propriedades sem autorização.
Em 2024, o primeiro-ministro albanês Edi Rama anunciou planos para criar o Estado Soberano da Ordem Bektashi como um gesto de tolerância religiosa e para promover visões mais positivas do Islã na Albânia e no resto do mundo.

## Governo e reconhecimento

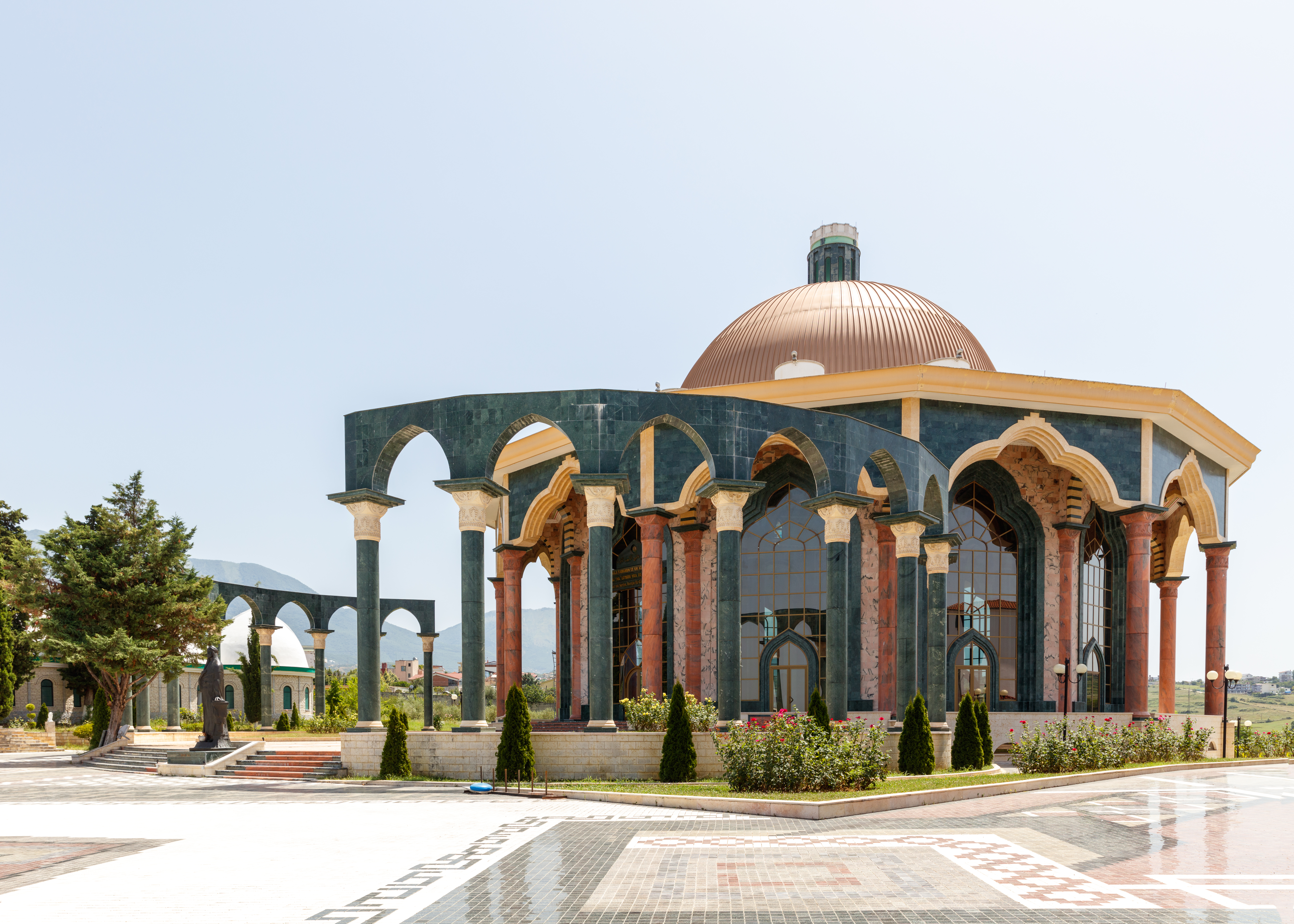
A Sede Bektashi que está planejada para servir como capital do país

A criação do governo necessitará da aprovação do Parlamento Albanês. Baba Mondi, o Dedebabate Bektashi, declarou que servirá como chefe do país em seu papel de líder espiritual, ao mesmo tempo em que enfatizou que o estado não manterá um exército, guardas de fronteira ou tribunais. O estado planeja permitir o consumo de álcool e permitir que as mulheres se vistam como quiserem, em contraste com as teocracias islâmicas mais conservadoras.
Numa entrevista após o anúncio, Baba Mondi afirmou que a cidadania no novo estado seria limitada aos clérigos e àqueles envolvidos na administração do estado, semelhante à forma como a cidadania é estruturada no Vaticano. Ele também expressou a sua convicção de que garantir o estatuto soberano elevaria a Ordem Bektashi e aumentaria a sua capacidade de combater ideologias radicais que afetaram o mundo muçulmano e a comunidade internacional. O passaporte será verde, uma cor profundamente simbólica no Islã.
Baba Mondi declarou numa entrevista pouco depois do anúncio que muitos países, especialmente aqueles que enfrentam o extremismo religioso ou tensões, têm interesse em apoiar movimentos religiosos pacíficos e moderados como a Ordem Bektashi. Ele sugeriu que países como a Arábia Saudita, os Emirados Árabes Unidos e o Catar podem ver valor em apoiar a pacífica tradição xiita sufi da Ordem para reforçar interpretações moderadas do Islão. Além disso, ele sugeriu que os estados que enfrentam desafios internos com o islamismo militante, como a China, poderiam alinhar-se com a Ordem Bektashi como um meio de combater o extremismo sem alimentar a divisão. A Ordem acredita que, com o tempo, a comunidade internacional reconhecerá os benefícios da amplificação de vozes moderadas e verá o Estado Soberano da Ordem Bektashi como um contribuidor valioso para os esforços globais de promoção da paz, da tolerância e do diálogo.